# Японска империя
Японската империя (на японски: 大日本帝国) е период в историята на Япония от Реставрацията Мейджи през 1868 година и капитулацията на Япония през 1945 година, в края на Втората световна война.
През тези години страната започва масирана социална, техническа и стопанска модернизация и се опитва да създаде своя колониална империя. Те я въвличат в поредица от тежки и продължителни военни конфликти, като във Втората световна война тя претърпява тежко военно поражение. В резултат на това Япония губи задморските си владения и е окупирана от Съюзниците, които ѝ налагат дълбоки политически и социални реформи.